# Corvalley Cairn

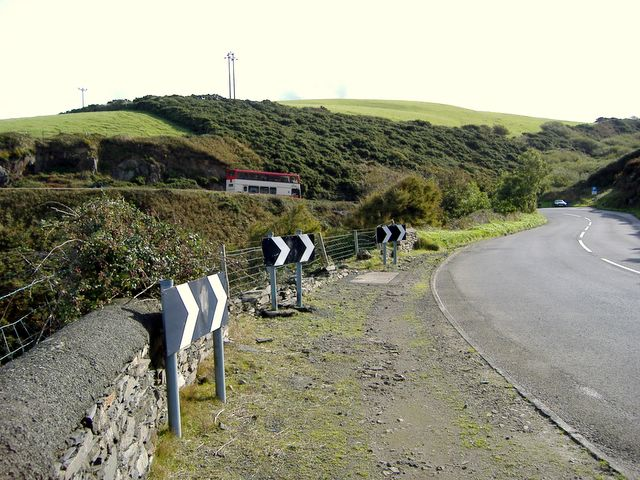
Devils Elbow auf der Isle of Man

Der Corvalley Cairn (auch Devil’s Elbow, deutsch „Teufels Ellenbogen“) liegt am namengebenden Straßenknick der A4 nordöstlich von Peel auf der Isle of Man.
Der küstennahe, grasbedeckte Hügel liegt östlich der A4. Der Hügel hat einen Durchmesser von etwa 20 Metern und ist bis zu einer Höhe von 1,9 Metern erhalten. Eine orthostatische Randeinfassung ist an einigen Stellen sichtbar.
Der nicht ausgegrabene frühbronzezeitliche Erdhügel hat an der Seite eine Öffnung zu einer Kammer aus groben Quarzitblöcken. Die Kammer misst etwa 1,5 mal 1,2 Meter und ist 1,2 Meter hoch.